# Długie uszy na polanie
Długie uszy na polanie (tytuł oryg. Čtyři uši na mezi) – serial animowany produkcji czeskiej z 2003 roku. W Polsce emitowany na kanale TVP Polonia w Dobranocce.

## Dane techniczne
- data produkcji: 2003
- producent: Ceska Televize
- reżyseria: Nataša Boháčková

## Spis odcinków
1. Jak zamieszkali na polanie
2. Jak wąchali kwiatki
3. Jak próbowali się zrównać
4. Jak przestali się przyjaźnić
5. Jak omal nie utonęli
6. Jak się ładnie bawili
7. Jak się martwili
8. Jak wpadli na pewien pomysł
9. Jak zbudowali sobie
10. Jak zmywali naczynia
11. Jak się pokłócili
12. Jak się zgubili
13. Jak się odnaleźli